# 隈川宗雄

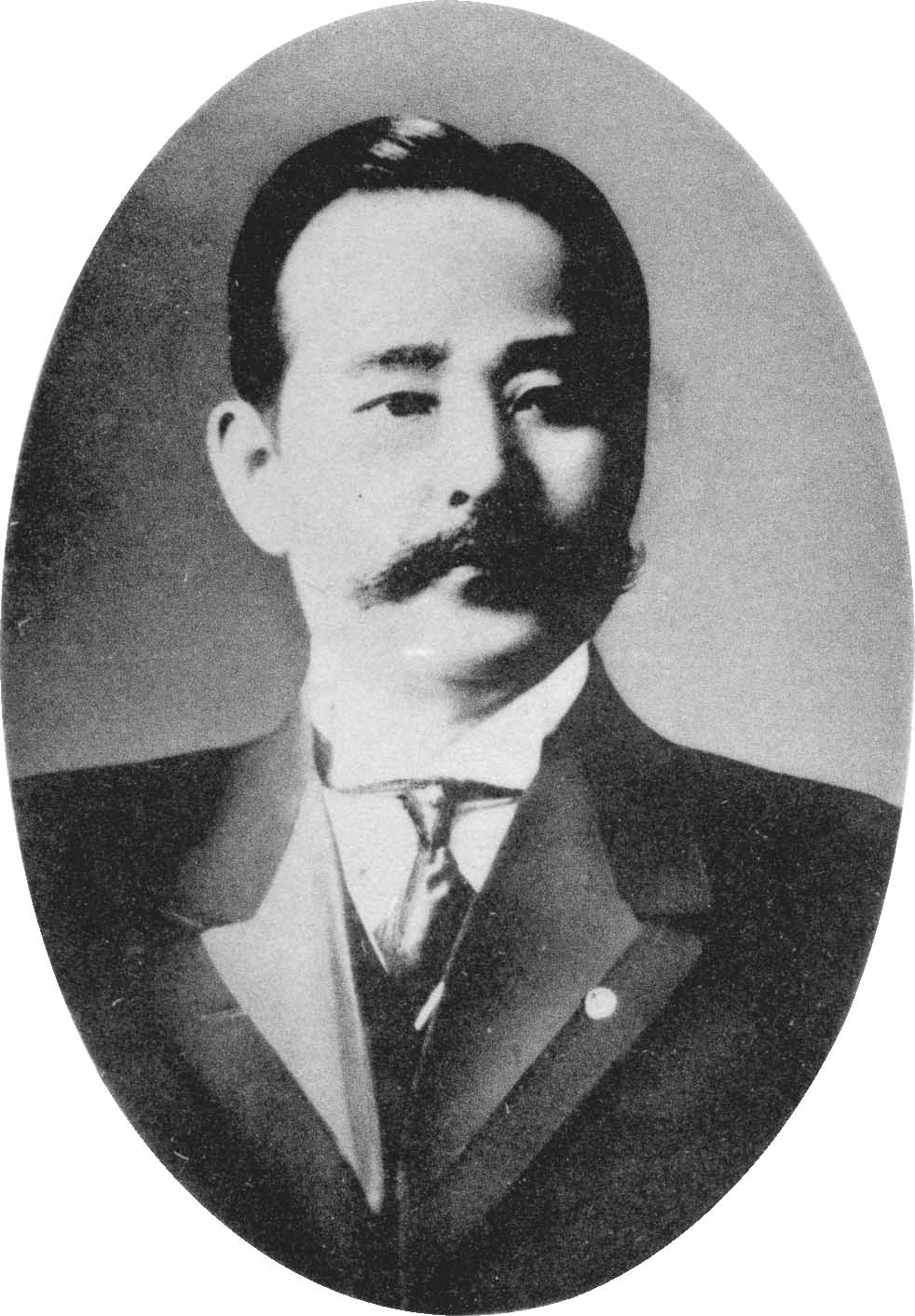
隈川宗雄

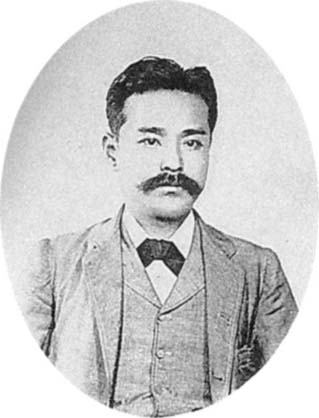
隈川宗雄

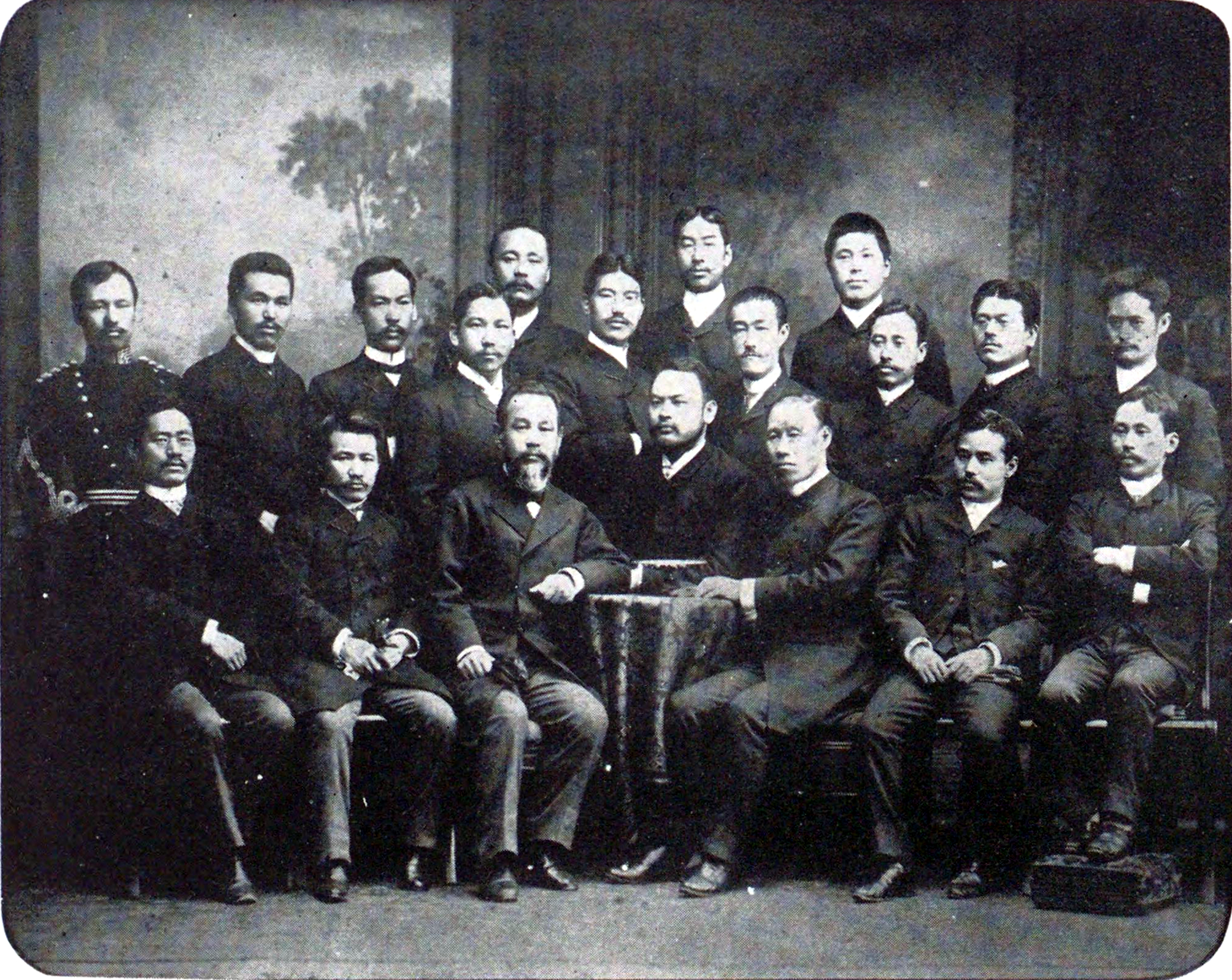
ドイツ留学中の隅川。前列右から2人目

隈川 宗雄（くまがわ むねお、安政5年10月13日（1858年11月18日） - 大正7年（1918年）4月7日）は、日本の医学者。

## 経歴
福島藩出身。藩医の原有隣の二男として生まれ、隈川宗悦の養子となった。1883年（明治16年）、東京大学医学部を卒業し、東京大学医学部第一医院当直医・東京大学御用掛となった。1884年（明治17年）から1889年（明治22年）までドイツに留学し、ベルリン大学で学んた。帰国後、駒込病院医長を経て、1891年（明治24年）に東京帝国大学医科大学教授に就任し、医化学講座を担当した。また同年に医学博士の学位を得、1908年（明治41年）に帝国学士院会員にえらばれた。1917年（大正6年）から医科大学長を務めた。
東京大学内に銅像がある。

## 栄典
- 1901年（明治34年）8月31日 - 正五位[4]
- 1906年（明治39年）10月20日 - 従四位[5]
- 1911年（明治44年）12月11日 - 正四位[6]
- 1917年（大正6年）1月10日 - 従三位[7]

## 著書
- 『医化学提要』（克誠堂書店、1914年） 柿内三郎と共著